# Gran Premio motociclistico d'Olanda 1949
Il Gran Premio d'Olanda corso il 9 luglio 1949 sul Circuito van Drenthe, è la terza gara del motomondiale 1949, e rappresenta la 19ª edizione del TT di Assen.
Solamente 3 le classi in gara: 125, 350 e 500. Tutte le gare si sono disputate sabato 9 luglio, a soli sei giorni di distanza dal Gran Premio precedente.
Nella 350cc, grazie alla terza vittoria su 3 gare disputate, Freddie Frith diventa il primo campione mondiale della storia. L'italiano Nello Pagani è invece il primo pilota a vincere 2 gare nella stessa giornata.
La 125 vede la prima squalifica nella storia del Motomondiale: l'italiano Umberto Masetti su Morini (giunto quarto) viene squalificato per aver ricevuto assistenza al di fuori dei box.

## Classe 500
Sui 32 piloti che furono presenti alle qualifiche (con Artie Bell che ottenne il miglior tempo) e alla partenza, 15 vennero classificati al termine della gara.
Grazie al secondo posto ottenuto, dopo tre prove del campionato, Leslie Graham si ritrovava in testa alla classifica, precedendo il vincitore della corsa Nello Pagani (che ottenne anche il punto supplementare riservato a chi aveva ottenuto il giro più veloce in gara) e Harold Daniell giunto in questa occasione solo sesto e pertanto fuori dalla zona punti.

### Arrivati al traguardo
| Pos. | Pilota             | Moto       | Tempo        | Punti |
| ---- | ------------------ | ---------- | ------------ | ----- |
| 1    | Nello Pagani       | Gilera     | 1h 47' 32,7" | 10+1  |
| 2    | Leslie Graham      | AJS        | + 0' 03,1"   | 8     |
| 3    | Arciso Artesiani   | Gilera     | + 0' 53,9"   | 7     |
| 4    | Artie Bell         | Norton     | + 2' 28,7"   | 6     |
| 5    | Johnny Lockett     | Norton     | + 4' 37,9"   | 5     |
| 6    | Harold Daniell     | Norton     |              |       |
| 7    | Umberto Masetti    | Gilera     |              |       |
| 8    | Harry Hinton       | Norton     |              |       |
| 9    | Oscar Clemencich   | Gilera     |              |       |
| 10   | Enrico Lorenzetti  | Moto Guzzi |              |       |
| 11   | Dreikus Veer       | Triumph    |              |       |
| 12   | Oliver Scott       | Norton     |              |       |
| 13   | Edward C. Nicholls | Triumph    |              |       |
| 14   | Jacques Schot      | Norton     |              |       |
| 15   | Gerard Hoek        | BMW        |              |       |

## Classe 350
29 piloti al traguardo.

### Arrivati al traguardo
| Pos. | Pilota            | Moto      | Tempo        | Punti |
| ---- | ----------------- | --------- | ------------ | ----- |
| 1    | Freddie Frith     | Velocette | 1h 47' 52,0" | 10 +1 |
| 2    | Bob Foster        | Velocette | + 0' 1,9"    | 8     |
| 3    | Johnny Lockett    | Norton    | + 1' 56,9"   | 7     |
| 4    | Malcolm Whitworth | Velocette | + 2' 05,1"   | 6     |
| 5    | Eric McPherson    | AJS       |              | 5     |
| 6    | Edward Frend      | AJS       |              |       |

## Classe 125
25 piloti alla partenza, 17 al traguardo.

### Arrivati al traguardo
| Pos. | Pilota           | Moto       | Tempo        | Punti |
| ---- | ---------------- | ---------- | ------------ | ----- |
| 1    | Nello Pagani     | FB Mondial | 1h 02' 38,9" | 10+1  |
| 2    | Oscar Clemencich | FB Mondial | + 0' 48,3"   | 8     |
| 3    | Carlo Ubbiali    | MV Agusta  | + 1' 02,0"   | 7     |
| 4    | Franco Bertoni   | MV Agusta  | + 1' 42,3"   | 6     |
| 5    | Giuseppe Matucci | MV Agusta  | + 5' 09,0"   | 5     |